# Desmiphora lineatipennis
Desmiphora lineatipennis är en skalbaggsart som beskrevs av Stefan von Breuning 1943. Desmiphora lineatipennis ingår i släktet Desmiphora och familjen långhorningar. Inga underarter finns listade i Catalogue of Life.